# Квемо Мсхалґорі
Квемо Мсхалґорі (груз. ქვემო მსხალგორი) — село в Грузії.
За даними перепису населення 2014 року в селі проживає 444 особи.